# Dokufest
DokuFest è un festival internazionale di documentari e cortometraggi che si tiene nella città di Prizren, in Kosovo, e si tiene ogni anno nel mese di agosto. È stata fondata nel 2002 da un gruppo di amici. Da allora è diventato un evento culturale che attrae artisti e pubblico internazionali e regionali. I film vengono proiettati durante gli otto giorni del festival e accompagnati da programmi, attività e workshop.

Nel 2022 Dokufest è diventato un festival cinematografico nominato per gli European Film Awards in due categorie, cortometraggi e documentari.
"Il Kosovo è conosciuto più per i conflitti che per la cultura, ma in un festival cinematografico nella città più bella del paese, le feste e le arti si mescolano con grande efficacia". The Guardian

## Sfondo
DokuFest è stata fondata come organizzazione di volontariato quasi senza finanziamenti all'inizio e continua a trarre sostegno dalla comunità e dalle agenzie all'interno del Kosova. Tuttavia, il suo percorso è stato spesso associato a grosse difficoltà dovute al contesto unico in cui l'organizzazione ha operato (come la situazione del dopoguerra, la mancanza di eventi di riferimento simili, la mancanza di fiducia da parte delle istituzioni e dei potenziali donatori ecc.).
È stato gestito da volontari fino all'introduzione dei contratti a tempo pieno e part-time nel 2008 che ha portato all'assunzione di un numero limitato di dipendenti. La necessità di una struttura organizzativa è emersa quando l'organizzazione è stata coinvolta nell'attuazione di progetti annuali, oltre all'organizzazione del festival. Ciò ha portato alla creazione di un team centrale che si è occupato della progettazione, pianificazione e attuazione di molte iniziative che hanno portato all'attuazione di successo di diversi progetti.
Oltre all'organizzazione di eventi culturali su larga scala, DokuFest riguarda anche la cultura, l'istruzione e l'attivismo per solide politiche culturali e un sistema educativo alternativo in Kosova.
Nel 2014 più di 18.000 visitatori da tutto il mondo sono andati a Prizren durante il DokuFest.

## Il programma generale
Nell'ambito del festival si svolgono vari eventi: workshop, mostre DokuPhoto, festival camping e concerti.
Il festival che include la proiezione di film in sette cinema improvvisati nella città di Prizren, la mostra fotografica "DokuPhoto", workshop, masterclass e dibattiti, tra gli altri.
Il direttore creativo del festival è uno dei membri fondatori, Veton Nurkollari.
- Iniziativa di formazione cinematografica denominata "Fabbrica cinematografica per i diritti umani - Storie dai margini del Kosova" che comprende una serie di workshop per registi, la produzione di sei documentari sui diritti umani insieme a una serie di dibattiti sui diritti umani in tutto il Kosova.
- Promozione dei diritti umani e dei valori democratici attraverso il cinema che include l'uso di film documentari sui diritti umani come strumenti educativi e l'istituzione di Kino Club nelle scuole superiori, nonché scuole di cinema documentario che guidano gli studenti delle scuole superiori del Kosova durante il processo di trasformazione delle loro idee cinematografiche in un documentario finito.
- Cinema itinerante “Cinema alla tua porta” che mira a proiezioni di film documentari nelle aree rurali della regione di Prizren insieme a discussioni incentrate sulle difficoltà che le comunità rurali sperimentano nella loro vita quotidiana e sulla mancanza di attività culturali nei loro dintorni.
- Parte di una più ampia rete di ONG che lavora attivamente su questioni legate all'ambiente e alla promozione delle energie rinnovabili in Kosova.
- Partecipazione attiva e contributo alle reti nazionali e regionali, finalizzate allo sviluppo di solide politiche culturali e all'organizzazione di dibattiti con le parti interessate, sia in Kosova che nella regione.

## Esperienza cinematografica
Le radici del festival affondano nel più antico cinema Lumbardhi Cinema di Prizren, dove si è tenuta la sua prima edizione. DokuFest continua a mantenere un forte rapporto con la ONG madre del cinema Lumbardhi Foundation come ospite delle sue due sedi principali, Lumbardhi Indoor (utilizzato durante il giorno) e Lumbardhi Outdoor (utilizzato durante la notte, alias "Lumbardhi Bahçe"). DokuFest utilizza anche il suo cinema nativo DokuKino (collocato all'Europa Complex, vicino alla sede del festival) con uno schermo d'argento al coperto e all'aperto (alias DokuKino Plato/Plateau).
Molteplici punti di importanza culturale e storica in tutta Prizren sono usati come locali improvvisati. Questi includono:
- River Cinema (Kino Lum) è costruito su una piattaforma direttamente sul fiume Lumbardhi.
- Sonar Cinema è costruito su una piattaforma appena fuori dalla Fortezza di Prizren.
- All'interno della Fortezza è costruito il Cinema Lunare, spesso anche sede di spettacoli musicali.
- Kino Klubi, un film cine/pub vicino alla Remzi Ademaj High School, spesso sede di conferenze.

## Doku Nights
DokuFest porta i migliori artisti musicali internazionali e locali ad esibirsi a DokuNights ogni anno. DokuNights è diventato il principale evento musicale del Kosova con cantanti, band e DJ locali e internazionali, tra cui artisti come PJ Harvey. Si tiene regolarmente all'Andrra Stage nel Marash Park.

## DokuTech
Funziona in simultanea al DokuFest e si concentra sull'innovazione tecnica e sulla creatività.

## Produzioni DokuFest
DokuFest ha ricevuto il British Academy Film Award for Home nel 2017.

## DokuKids
Un programma di film e laboratori pensato apposta per i piccoli ospiti.

## Tema e slogan
Ogni anno il festival è programmato e creato attorno a un tema che forgia un'identità annuale unica.
| Anno | Tema          | Slogan                                     | Artista/Designer |
| ---- | ------------- | ------------------------------------------ | ---------------- |
| 2011 | 10 (X)        |                                            | DokuFest         |
| 2012 | Protesta punk | Premio di protesta punk                    | Bardhi Haliti    |
| 2013 | frontiere     | Tu freno il mio, io freno il tuo           | Daniel Mulloy    |
| 2014 | Modificare    | Non nasconderti                            | Daniel Mulloy    |
| 2015 | Migrazione    | Ma non abbiamo le ali per volare liberi    | Daniel Mulloy    |
| 2016 | Corruzione    | Corruzione                                 | Daniel Mulloy    |
| 2017 | Futuro        | Non è morto                                | Aneta Nurkollari |
| 2018 | Riflessione   | Sarò il tuo specchio / Vieni come sei      | Veton Nurkollari |
| 2019 | Verità        | La verità sta qui                          | DokuFest         |
| 2020 | Trasmissione  | Trasmissione, trasmissione, trasformazione | Aneta Nurkollari |
| 2021 | Venti anni    | Re:set Re:mix Re:act                       | DokuFest         |
| 2022 | Sopravvivenza | Come sopravvivere. . . ?                   | DokuFest         |

## Premi
- Miglior Concorso Nazionale
- Miglior lungometraggio documentario internazionale
- Miglior cortometraggio documentario internazionale
- I migliori cortometraggi internazionali
- Miglior Dox balcanico
- I migliori diritti umani
- Miglior Verde
- Premio del Pubblico
- Miglior video EKO Procredit

Nel 2010 DokuFest è stato votato come uno dei 25 migliori festival internazionali di documentari.

## Vincitore
| Premi                                          | 2012                                                                                | 2013 | 2014 | 2015                                                                                            |
| ---------------------------------------------- | ----------------------------------------------------------------------------------- | --- | --- | ----------------------------------------------------------------------------------------------- |
| Miglior concorso nazionale                     | Portreti i Humbur (Lulzim Zeqiri)                                                   | La pietra sulla riva (Jonada Jashari)                                                                                           | SILENZIO (HESHTJE) (Bekim Guri)                                                                                                 | TË PAFAJSHMIT (Amir Vitija)                                                                     |
| Miglior Dox balcanico                          | Lettera a papà di Srdjan Keca                                                       | Quando ero un ragazzo ero una ragazza (Ivana Todorović)                                                                         | FRONTIERE EVAPORANTI (Iva Radivojevic)                                                                                          | FLOTEL EUROPA (Vladimir Tomic)                                                                  |
| I migliori cortometraggi internazionali di Dox | Fuori portata (Jakup Stozek)                                                        | Belleville Baby (Mia Engberg)                                                                                                   | CHIAMATE DI EMERGENZA (Hannes Vartiainen e Pekka Veikkolainen)                                                                  | COSE (Ben Rivers)                                                                               |
| Miglior lungometraggio internazionale Dox      | PERSONE CHE POSSO ESSERE E FORSE AM (Boris Gerrets)                                 | Belleville Baby di Mia Engberg                                                                                                  | EFFETTO DOMINO (Elwira Niewiera e PiotrRosolowski)                                                                              | MITRAGLIATRICE O MACCHINA DA SCRIVERE (Travis) Wilkerson                                        |
| I migliori cortometraggi internazionali        | Gardfrend (Cuneyt Karaahmetoglu)                                                    | Una società di Jens Assur | SUBTOTALE (Gunhild Enger) | ASCOLTA (Hamy Ramezan e Rungano Nyoni)                                                          |
| I migliori diritti umani                       | Non ti piace la verità – 4 giorni dentro Guantanamo (Luc Cote e Patricio Henriquez) | La danza dei fuorilegge di Mohamed El Aboudi                                                                                    | SENTENZA IN UNGHERIA (Eszter Hajdu)                                                                                             | DEMOCRATICI (Camilla Nielsson)                                                                  |
| Miglior Green Dox                              | Regno del carbone (Antoneta Kastrati)                                               | Futuro amore mio (Maja Borg) | METAMORFOSEN (Sebastian Mez) | VIRUNGA ( Orlando von Einsiedel )                                                               |
| Premio del Pubblico                            | I nastri Black Power Mix 1967-1975 (Goran Hugo Olson)                               | Kolona (Ujkan Hysaj) | PËRQAFIMI (L'ABRACCIO) (Lulzim Guhelli)                                                                                         | REMAKE, REMIX, RIP-OFF (Cem Kaya)                                                               |
| Miglior VIDEO EKO PROCREDIT                    | ----                                                                                | 1. Paradosso di Trim Kasemi 2. Shkatërrojnë Gjelbrimin në Prishtinë (Visar Duriqi) 3. Bërllogu bohët prej Bërllogut (Nora Raci) | 1. Una giornata di bel tempo (Odeta Cunaj e Alketa Ramaj) 2. Lumenjtë e vdekur (Besnik Boletini) 3. Reka Sitnica (Sonja Ristic) | 1. Je polic i vetvetes (Albulena Veliu) 2. Merda (Vali Gjinali) 3. Ruaje Ambientin (Imer Veliu) |

Nel 2014 DokuFest ha vinto il premio come miglior poster e miglior identità del festival al Festival internazionale del film documentario di Jihlava rispettivamente per il suo poster e la sua campagna immersiva, entrambi progettati da Daniel Mulloy.